# Openbaar toilet

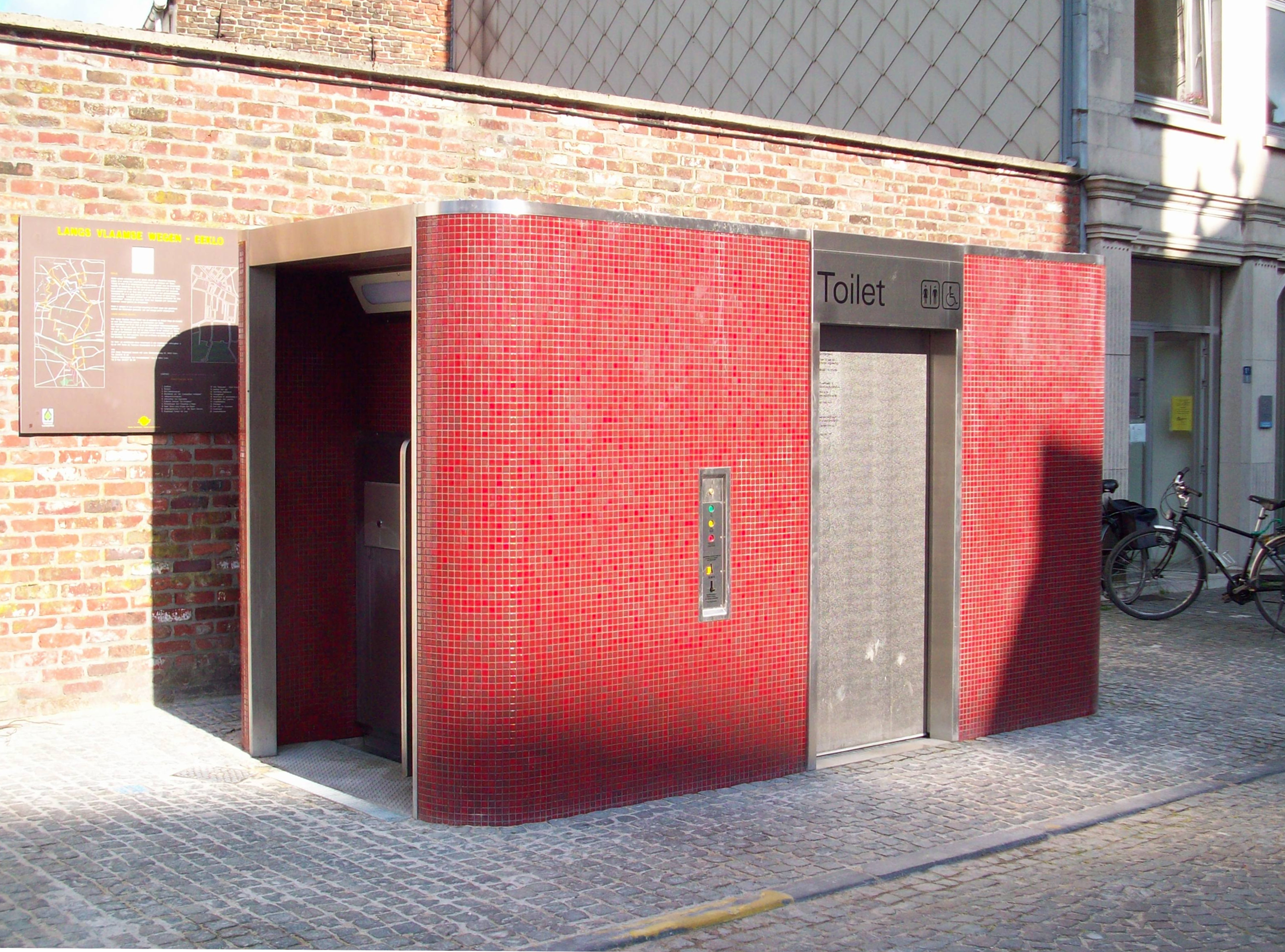
Zelfreinigend toilet in Eeklo

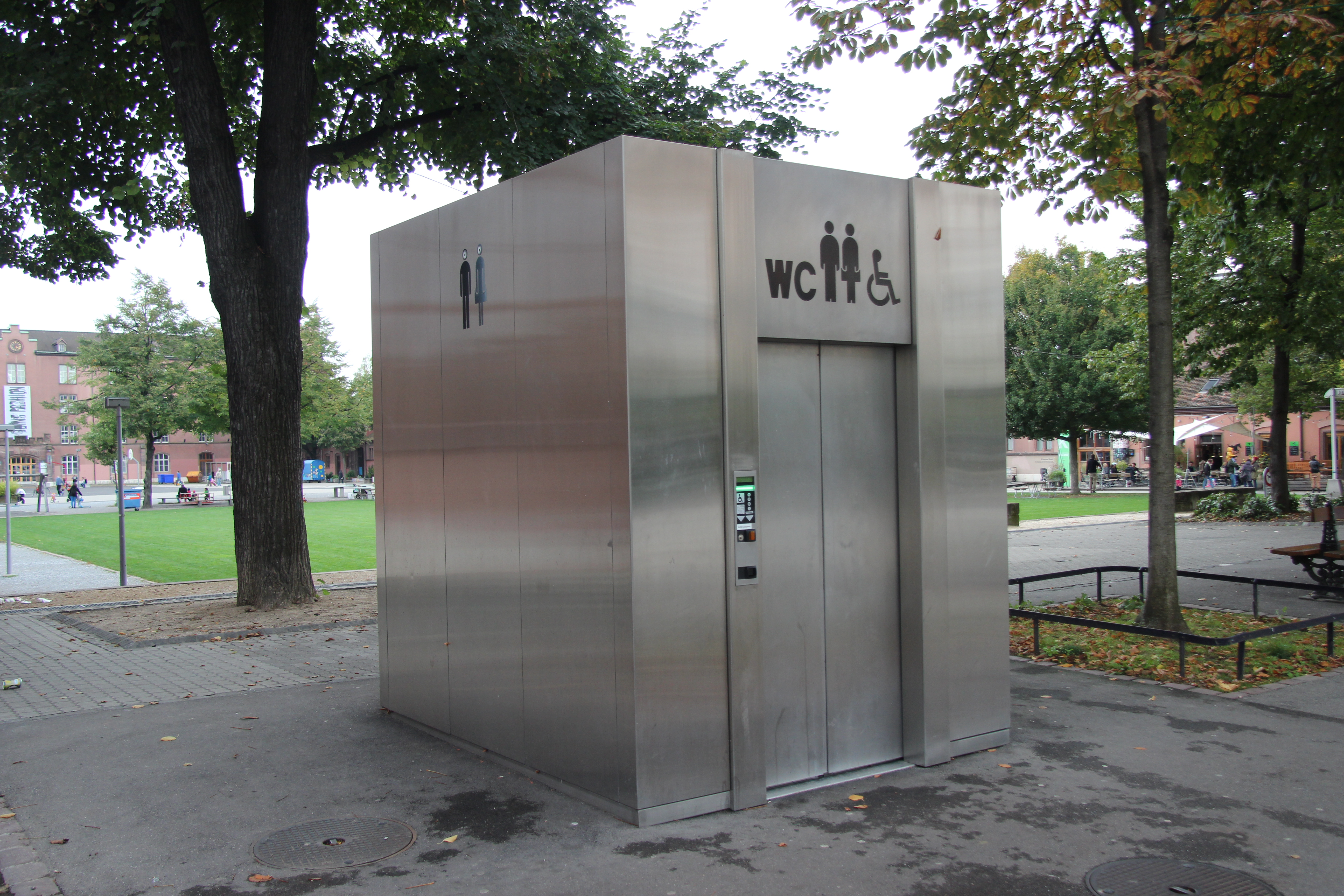
Openbaar toilet in Basel

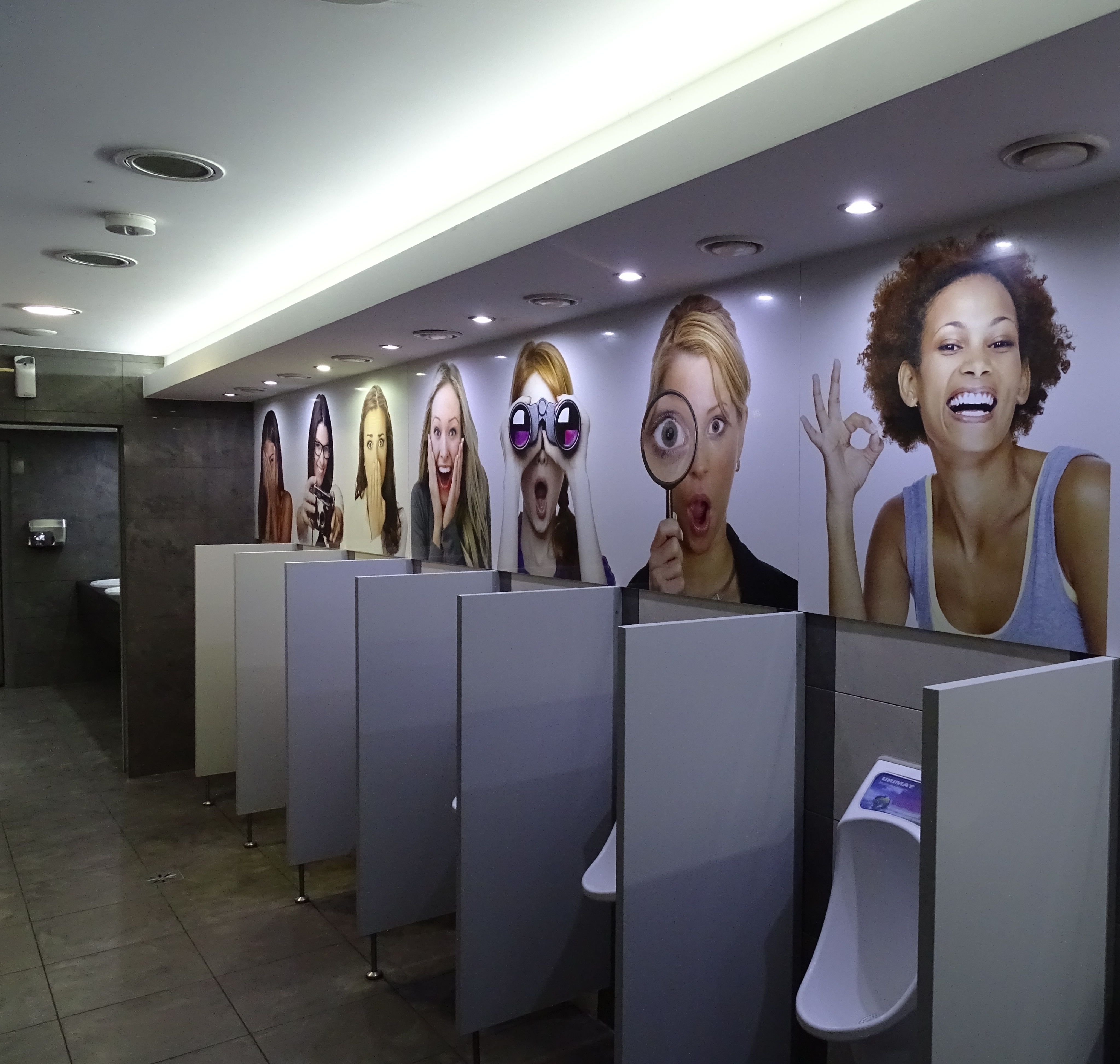
Openbaar toilet op het treinstation Gdańsk Główny, Polen.

Een openbaar toilet is een toilet dat bestemd is voor algemeen gebruik en dat zich bevindt in de openbare ruimte of op een locatie met veel passanten, zoals in trein- of benzinestations, of op een  evenemententerrein.
Het gebruik van een openbaar toilet is soms gratis, maar meestal wordt een vergoeding gevraagd. Meestal 50 eurocent, maar goedkoper of duurder komt ook voor. Het geld is dan voor de toiletjuffrouw die de toiletten pacht en zorgt voor de hygiëne. Soms wordt een deel van het bedrag teruggegeven in de vorm van een tegoedbon. Ook zijn er zelfreinigende openbare toiletten die tegen inworp van muntgeld of door contactloos te pinnen  toegankelijk zijn. Ook worden wel urinoirs geplaatst, die soms verzinkbaar zijn en alleen tijdens uitgaansavonden en evenementen gebruikt kunnen worden. Een plaskruis is een mobiele variant met vier urinoirs.
Een toilet in een particulier bedrijf zoals een horeca-bedrijf of winkel is meestal alleen voor klanten, maar soms (vooral als het een betaald toilet is) voor iedereen. Een tussenvorm is een betaald toilet waarbij men ter waarde van de kosten van het toiletgebruik (of een deel daarvan) korting krijgt op een aankoop in het bedrijf (of soms ook andere acceptanten/inwisselpartners).

## Doel
Naast de dienstverlenende functie voor de gebruiker zelf wordt als doelstelling van de plaatsing ook wel genoemd het voorkomen van wildplassen. Voor dit laatste is bevorderlijk dat het gebruik van het urinoir of toilet goedkoop of gratis is.

## Bewegwijzering

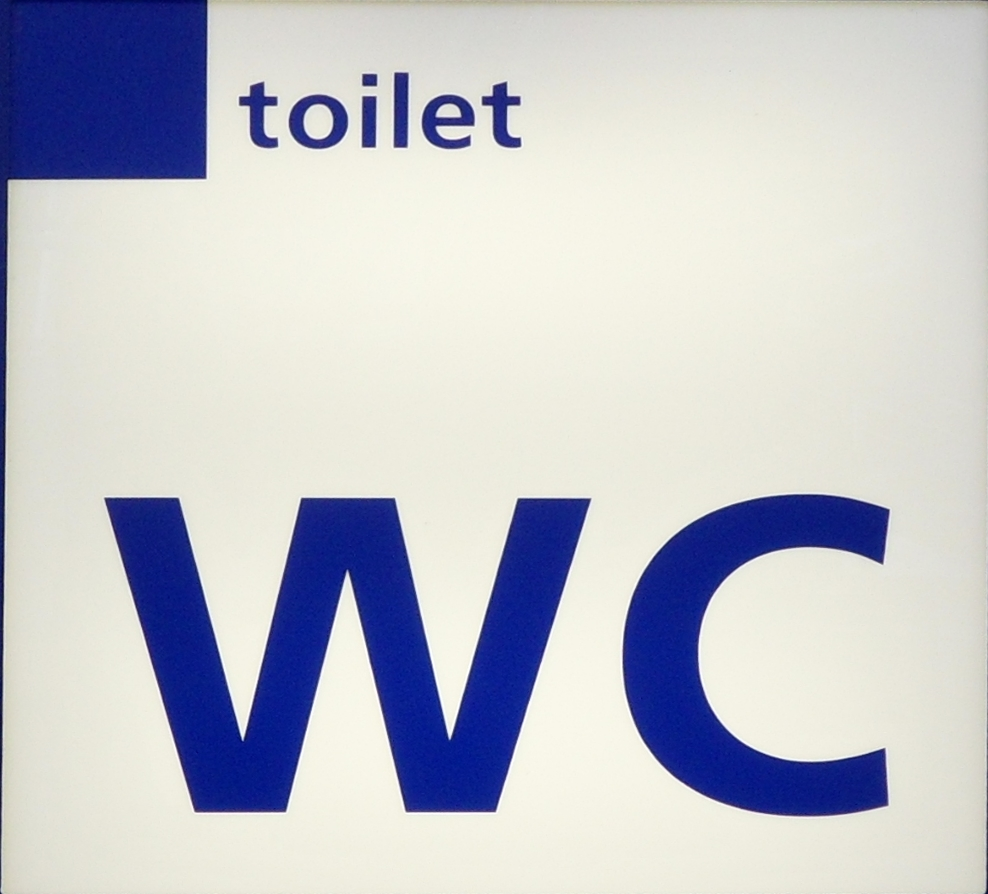
Bord op een station van de Nederlandse Spoorwegen (2010)
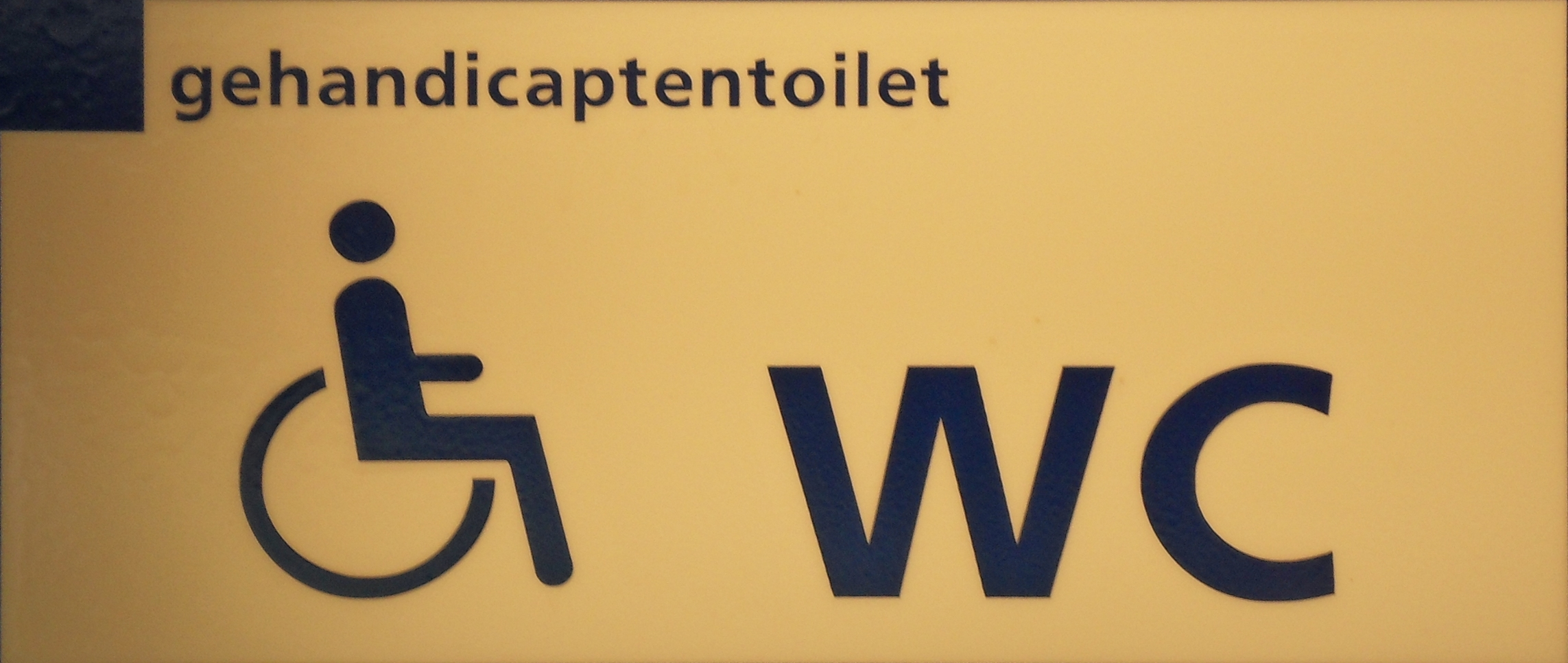
Bordje dat een invalidentoilet aangeeft
Pools verkeersbord